# Лин, Каспер
Каспер Лин (норв. Kasper Thorsen Lien; род. 15 апреля 2001) — норвежский гандболист, выступает за гандбольный клуб «Эльверум» и сборную Норвегии по гандболу.

## Карьера

### Клубная
Каспер Лин в 2018 году стал играть за норвежский гандбольный клуб «Сарпсборг». В 2019 году перешёл в «Халден». Через два года подписал контракт с ещё одним норвежским клубом в «Эльверумом». С этой командой Каспер играл в Лиге Европы КВЧ и Лиге чемпионов КВЧ. В 2022 году в составе «Эльверума» выиграл чемпионат Норвегии.

### Международная карьера в сборной
В составе сборной Норвегии Лин дебютировал 5 января 2021 года в матче против Беларуси.
В начале 2025 года принял участие в матчах чемпионата мира, который прошёл в том числе на домашней арене Юнити Арена. На этом турнире сборная Норвегии не смогла преодолеть второй групповой раунд и заняла итоговое десятое место.